# 貝胡馬
10°11′N 68°15′W / 10.183°N 68.250°W

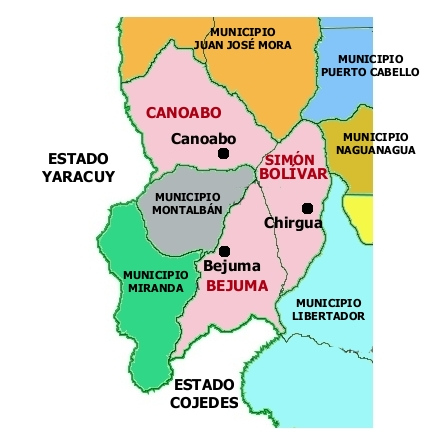

貝胡馬（西班牙語：Bejuma），是委內瑞拉的城鎮，位於該國北部卡拉波波州，是貝胡馬市的首府，始建於1843年，海拔高度667米，主要經濟活動是農業，該地區有數間食物加工廠。